# Hilleshögs dalar
Hilleshögs dalar er et naturreservat i Landskrona kommun.
Reservatet består af en geologisk interessant dal med stejle jordskrænter ned mod Øresundsstranden. Jordskrænterne er de eneste i Sverige undtagen på Hven, hvor skrænterne kaldes backafall. Dalene blev dannet som et dødishul under den seneste istid i det som nu er dalamosen. Resten af dalen er dannet ved erosion efter isen havde trukket sig tilbage. Sandlagene, som udgør skrænterne i reservatet og de tilstødende Glumslövs bakker, er meget uens og er skabt ved at gletsjeren sammenpressede sedimenter fra forskellige steder, der derefter dækkedes af et tyndt lag moræne.

## Flora og fauna
Vegetationen på græsmarkerne domineres af kløftet storkenæb, fløjlsgræs, rød svingel, hvene og eng-rapgræs. Vildkaninstammen er meget talrig. Selv engsnarren er observeret i området.
På skråninger og på bakken Gåsaägget vokser arter som Bjerg-Kløver, Blodrød Storkenæb, Knoldet Mjødurt, Glat Rottehale, Due-Skabiose, Gul Snerre, Pile-Alant, Almindelig Merian, Kornet Stenbræk, Stivhåret Hønsetarm, Almindelig Knopurt, Almindelig Bakketidsel og Vild Hør. I skrænterne ruger digesvaler. I området lever Markfirben, og den rødlistede sommerfugl pyntelig løvmåler.
I det lerede område ved Rustningshamn og de fugtige områder findes arter som Blågrå Siv, Ru Bittermælk, Bjerg-Perikon, Farve-Gåseurt, Vinget Perikon, Stor Knopurt, Kødfarvet Gøgeurt og Stor Gyvelkvæler, som er rødlistet, uden klorofyl, der lever som parasit på Stor Knopurt.

## Kørselsvejledning
Fra E6 ved afkørsel 26 Landskrona N køres mod Vallåkra, efter ca 600 m drejes til venstre mod Glumslöv. Efter at have krydset over E6 drejes igen til venstre, efter ca 400 m er der en parkeringsplads ved naturreservatet.

## Historie
På Gåsaägget, bakken lige syd for Rustningshamn, er der rester af Karl XII's skanser med bastioner fra 1670 og begyndelsen af 1700-tallet.
Omkring 1900 lå der et teglværk i Rustningshamn. Spor efter teglværket er dels overgroede lergrave, hvoraf den ene er en dam, og dels store mængder af kasserede mursten på stranden.